# Nicole Ward
Nicole Ward (* 16. Dezember 1975) ist eine ehemalige Triathletin aus Australien.

## Werdegang
Nicole Ward fing 2005 mit Triathlon an, startete seit 2007 als Profi-Athletin und sie erreichte beim Ironman 2009 in Japan auf den Gotō-Inseln westlich von Nagasaki im Triathlon über die Langdistanz (3,8 km Schwimmen, 180 km Radfahren und 42,195 km Laufen) den zweiten Rang. 
Ihr Spitzname ist Noodle. Seit 2012 tritt sie nicht mehr international in Erscheinung.
Sie ist verheiratet, lebt heute mit ihrem Mann  in Sydney und die beiden machen gemeinsam Sportler-Coaching.

## Sportliche Erfolge
| Datum/Jahr    | Rang | Wettbewerb                                   | Austragungsort | Zeit     | Bemerkung                                  |
| ------------- | ---- | -------------------------------------------- | -------------- | -------- | ------------------------------------------ |
| 11. Dez. 2011 | 3    | Ironman 70.3 Canberra                        | Canberra       | 04:39:55 | Dritte bei der Erstaustragung              |
| 8. Jan. 2011  | 8    | Port of Tauranga Half Ironman                | Tauranga       | 04:30:12 | [ 3 ]                                      |
| 12. Dez. 2010 | 5    | Canberra Half Ironman Triathlon              | Canberra       | 04:09:34 | [ 4 ]                                      |
| 14. Nov. 2010 | 2    | Shepparton Campbell's Half Ironman Triathlon | Shepparton     | 04:23:35 | Zweite hinter ihrer Landsfrau Rebekah Keat |
| Juni 2010     | 6    | Ironman Coeur d’Alene                        | Idaho          | 09:56:48 | [ 6 ]                                      |
| 1. Mai 2010   | 4    | Busselton Half Ironman                       | Busselton      | 04:28:40 |                                            |
| 7. Feb. 2010  | 6    | Ironman 70.3 Geelong                         | Australien     | 04:30:29 | [ 7 ]                                      |
| Aug. 2009     | 2    | Capricorn Resort Half Ironman                | Yeppoon        |          |                                            |
| 2009          | 3    | Busselton Half Ironman                       | Busselton      |          |                                            |

| Datum/Jahr    | Rang | Wettbewerb                | Austragungsort | Zeit     | Bemerkung                                                                           |
| ------------- | ---- | ------------------------- | -------------- | -------- | ----------------------------------------------------------------------------------- |
| 6. Mai 2012   | 2    | Ironman Australia         | Port Macquarie | 09:44:40 |                                                                                     |
| 6. März 2010  | 7    | Ironman New Zealand       | Taupō          | 09:51:05 |                                                                                     |
| 2009          | 44   | Ironman Hawaii            | Hawaii         | 10:20:46 | Weltmeisterschaft                                                                   |
| 21. Juni 2009 | 2    | Ironman Japan             | Gotō-Inseln    | 09:56:00 | Nicole Ward erreicht den zweiten Rang hinter der Liechtensteinerin Nicole Klingler. |
| 2009          | 7    | Ironman New Zealand       | Taupō          | 09:56:04 | [ 9 ]                                                                               |
| 7. Dez. 2008  | 5    | Ironman Western Australia | Busselton      | 09:43:12 | [ 10 ]                                                                              |
| 2. Dez. 2007  | 9    | Ironman Western Australia | Busselton      | 09:44:36 | [ 11 ]                                                                              |
| 2007          |      | Ironman Australia         | Port Macquarie | 10:24:20 |                                                                                     |

(DNF – Did Not Finish)